# Beyran
La beyran o beyran çorbası (sopa de beyran en turc) és una sopa típica del sud de Turquia, especialment de Gaziantep. Es fa amb carn de coll i galta d'ovella. És la sopa preferida de la regió de Gaziantep per excel·lència, on es menja també durant l'esmorzà. Els altres ingredients que componen la sopa són l'arròs, l'all, la mantega, l'oli, l'aigua, la sal, la salça de pebrot, el pebre negre i pul biber d'Alep.